# Marans (Charente-Maritime)
Marans [maʁɑ̃] ist eine französische Gemeinde mit 4.487 Einwohnern (Stand 1. Januar 2022) im Département Charente-Maritime in der Region Nouvelle-Aquitaine. Sie ist die nördlichste Gemeinde des Départements und gehört zum Arrondissement La Rochelle sowie zum Kanton Marans.

## Lage
Der Ort wurde auf einem Hügel im flachen einstigen Sumpfland des Mündungsgebiets der Sèvre Niortaise angelegt. Als Folge jahrhundertelanger Kanalbauten zur Trockenlegung des Geländes ist er von zahlreichen Wassergräben umgeben. Zur Verbesserung der Schiffbarkeit der Hafenstadt wurden ebenfalls Kanäle angelegt: der fünf Kilometer lange Canal maritime de Marans à la mer, über den Seeschiffe bis Marans gelangen konnten, und der Canal de Marans à La Rochelle. Der kleinere nördliche Teil der Stadt liegt daher auf einer Insel. Das Gemeindegebiet gehört zum Regionalen Naturpark Marais Poitevin.
Die Nachbargemeinden sind (im Uhrzeigersinn): Sainte-Radégonde-des-Noyers, Chaillé-les-Marais, La Taillée, Le Gué-de-Velluire und L’Île-d’Elle (alle im Département Vendée) sowie Saint-Jean-de-Liversay, Nuaillé-d’Aunis, Longèves, Andilly und Charron.

## Name
Der Name der Stadt bezieht sich auf seine Lage am Meer: Mar’an bzw. Mar’ain bedeutet Meeresort. Vor 2000 Jahren lautete er Marentus, im 11. Jahrhundert wurde er Marant geschrieben.

## Geschichte

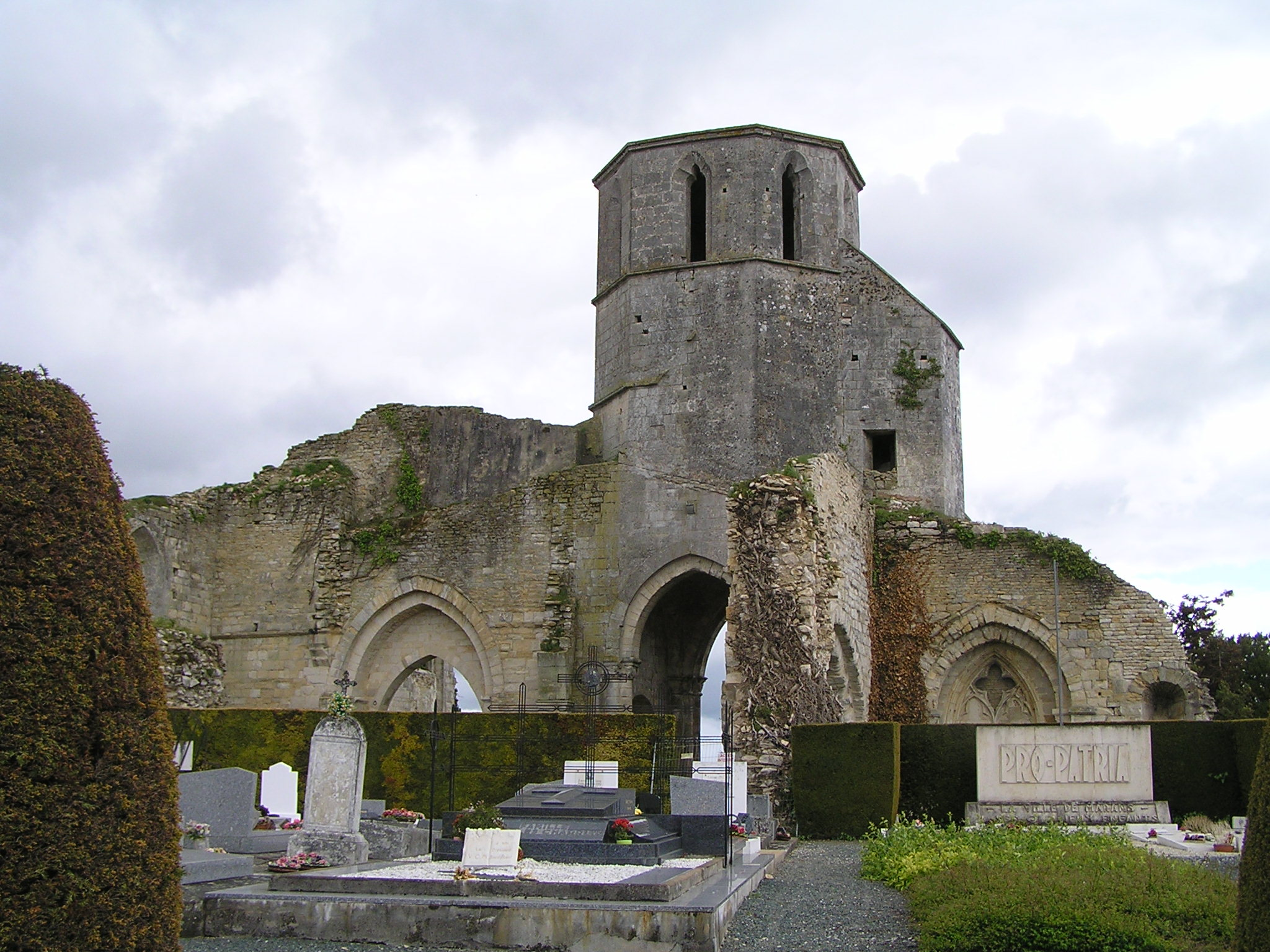
Ruinen der Prioratskirche Saint-Étienne

Die Bedeutung des Orts lag lange in der Verteidigung der Mündung der Sèvre Niortaise in den Atlantischen Ozean. Der felsige Hügel in einer schwer zugänglichen Sumpflandschaft war ein natürlicher Rückzugsort vor Angreifern.
Um das Land trockenzulegen und Überschwemmungen vorzubeugen, wurde bereits lange vor dem Jahr 1000 ein Netz von Kanälen angelegt. Mönche, die sich um das 7. Jahrhundert in der Gegend niedergelassen hatten, leiteten diese Arbeiten. Eine erste Burg in Holzbauweise wurde in Marans vermutlich im 10. Jahrhundert errichtet. Sie sollte die wenigen Bewohner der Umgebung vor den Invasoren aus dem Norden schützen. Die Normannen nutzten damals wiederholt die Sèvre Niortaise, um den Poitou zu plündern.
Im 11. Jahrhundert entwickelte sich um die Burg und die Kirche Saint-Étienne herum der Marktort Marant. Vermutlich im 12. Jahrhundert wurde eine steinerne Burg gebaut, die im Jahr 1307 befestigt wurde. Im Fall einer Gefahr konnte sie 2000 Soldaten und bis zu 400 Pferde aufnehmen. Ende des 12. Jahrhunderts ist ein Hafen für größere Schiffe nachweisbar. Unter dem Einfluss von Benediktinermönchen wurden ab dem frühen 13. Jahrhundert vor allem von holländischen Fachleuten weitere Trockenlegungen vorgenommen. Diese Arbeiten zogen sich bis ins 18. Jahrhundert hin, wodurch den einstmals vom Meer überfluteten Sümpfen Kulturland abgerungen wurde.

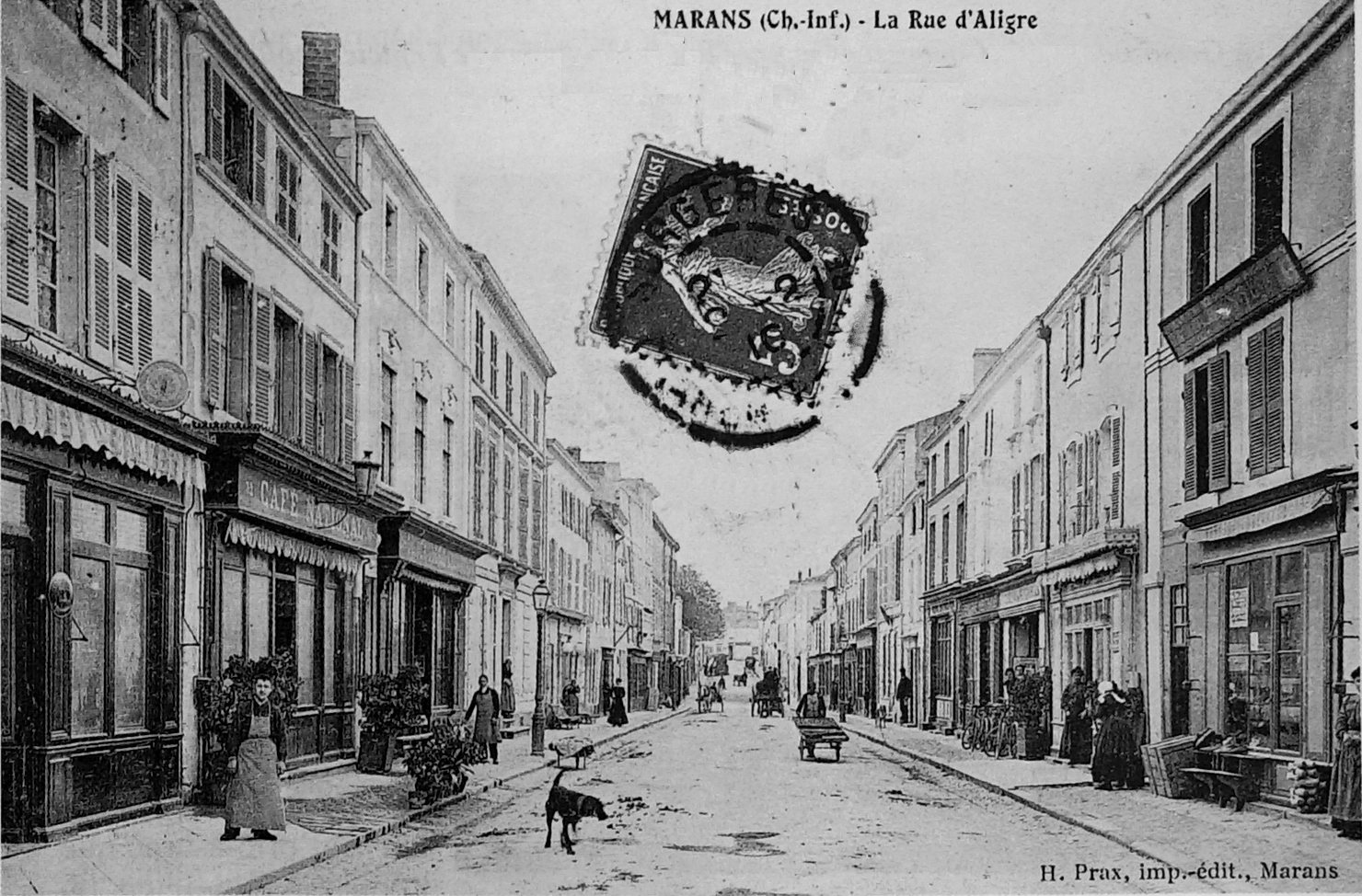
Die Hauptstraße Rue d’Aligre auf einer alten Postkarte

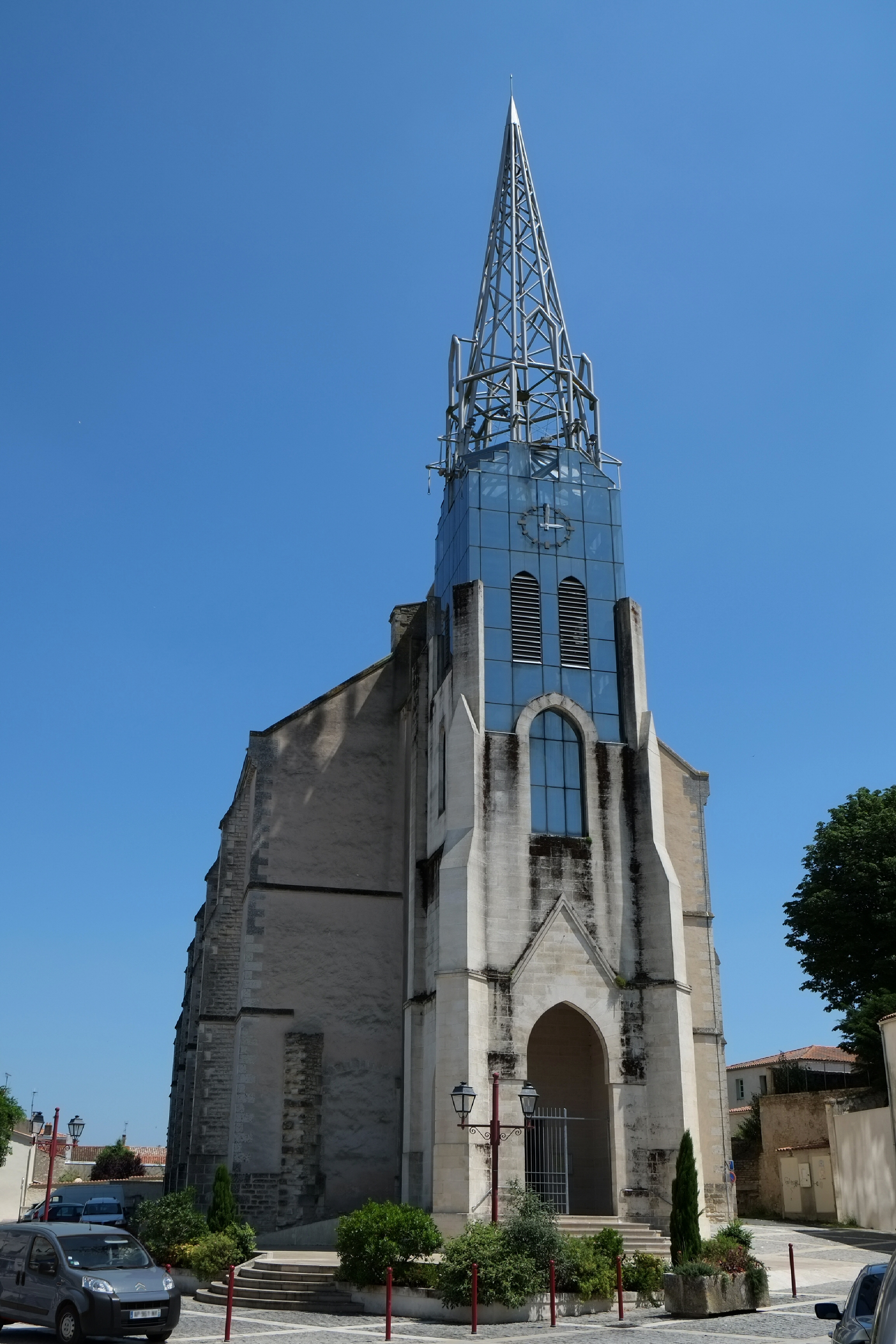
Notre-Dame de l’Assomption

Vom 14. bis zum 17. Jahrhundert spielte Marans eine bedeutende Rolle. Die Landherren nutzten den Hundertjährigen Krieg für Raubzüge. 1371 wurde der Ort durch Bertrand du Guesclin vor den Engländern gerettet. Während der Hugenottenkriege war das protestantische La Rochelle auf die Getreidelager von Marans angewiesen, die die Burg verteidigte. Mehrfach wechselte der Ort zwischen protestantischer und katholischer Herrschaft; 1589 eroberte Heinrich von Navarra, der spätere König Heinrich IV., nach einer viertägigen Belagerung den Ort. Während der Belagerung La Rochelles in den Jahren 1627 und 1628 weilte Ludwig XIII. in der Stadt. 1638 ließ Richelieu die Burg schleifen, damit sich nach dem Abzug der königlichen Truppen dort keine Soldaten der Reformierten festsetzen konnten. Der Widerruf des Edikts von Nantes durch Ludwig XIV. brachte nach 1685 die Aktivitäten des Hafens der bis dahin protestantischen Stadt zum Erliegen.
Im 13. Jahrhundert gehörte Marans den Herren von Pressigny. Später fiel es an die Vicomtes von Thouars, die Herren von Amboise und La Trémoille, die Grafen von Sancerre, Breuil und schließlich an jene von Mesgrigny. Während der Herrschaft Ludwigs XV. erwarb Etienne Claude d’Aligre 1740 für 605.000 Livres tournois die Stadt. 1777 wurde durch Ludwig XVI. das Land zur Markgrafschaft Marquisat d’Aligre erhoben. Bis 1790 trug der Ort den Namen Aligre, ehe er im Zuge der Französischen Revolution wieder rückbenannt wurde.
Étienne Jean François d’Aligre vermachte nach seinem Tod im Jahr 1847 dem Ort 100.000 Goldfranc mit der Auflage, ein Krankenhaus zu bauen. Jenes wurde 1859 eingeweiht. 1902 wurde an der Stelle der ehemaligen Burg die Kirche Notre-Dame de l’Assomption geweiht. Aus finanziellen Gründen konnte ihr Turm nicht fertiggestellt werden, er wurde erst 1988 vollendet. Im Jahr 1925 wurde beschlossen, die Prioratskirche Saint-Étienne aus dem 12. Jahrhundert abzureißen, lediglich der 1921 unter Denkmalschutz gestellte Kirchturm mit achteckigem Grundriss blieb erhalten.

## Bevölkerungsentwicklung
| Jahr      | 1793 | 1891 | 1926 | 1962 | 1968 | 1975 | 1982 | 1990 | 1999 | 2006 | 2016 |
| Einwohner | 4400 | 4609 | 3707 | 3680 | 3833 | 3987 | 4289 | 4170 | 4375 | 4654 | 4517 |

## Sehenswürdigkeiten
Siehe: Liste der Monuments historiques in Marans (Charente-Maritime)

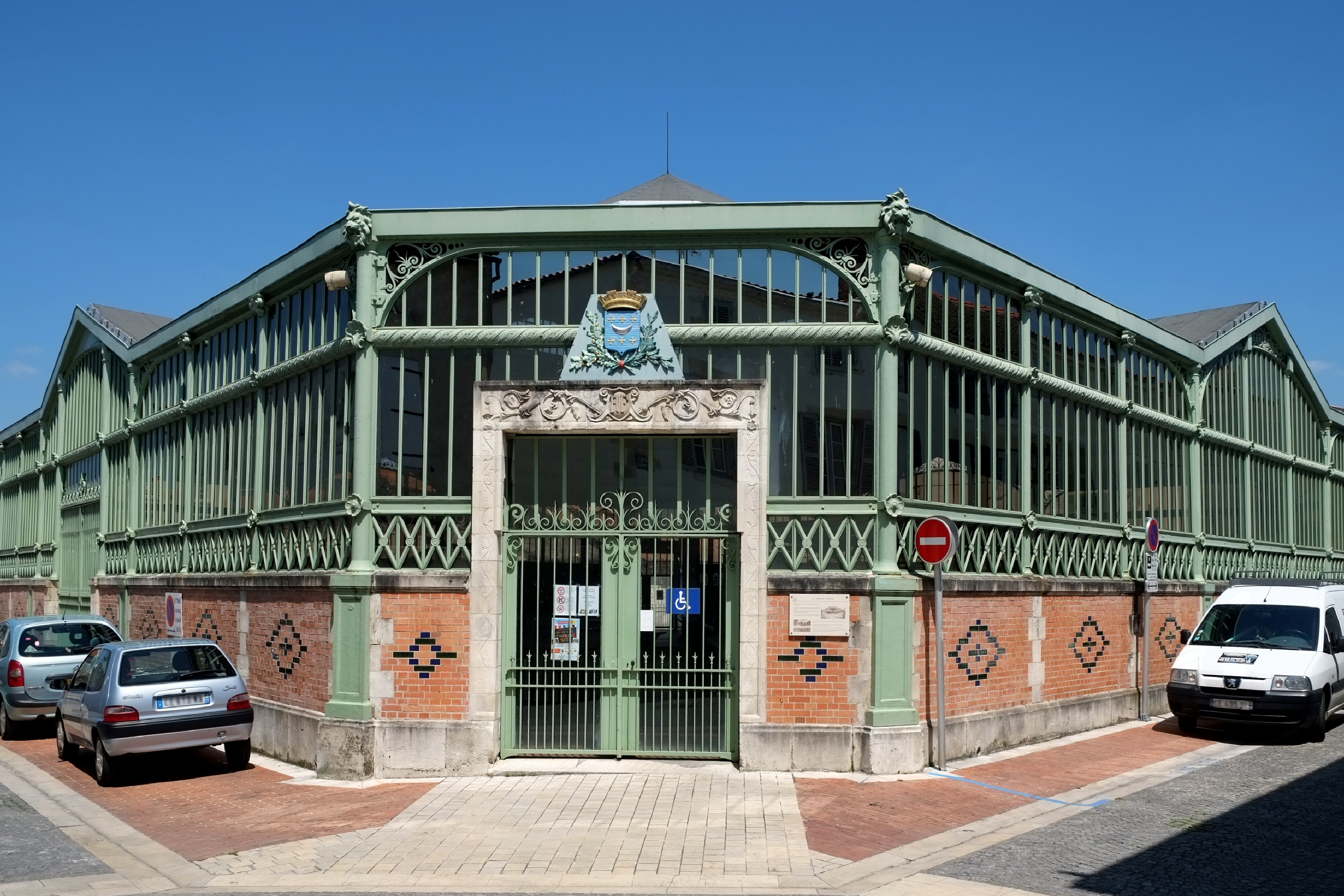
Markthalle
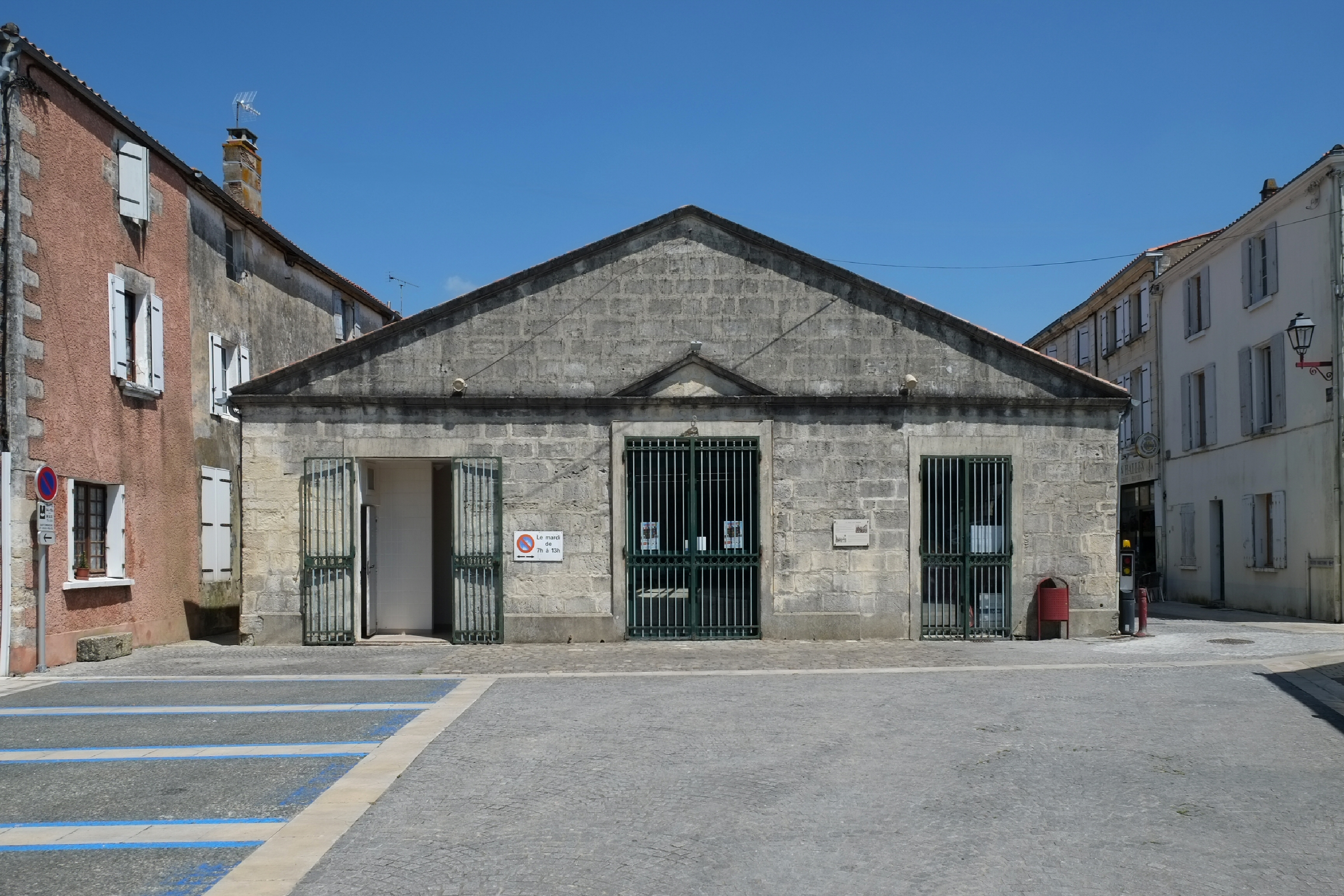
Fischmarkt
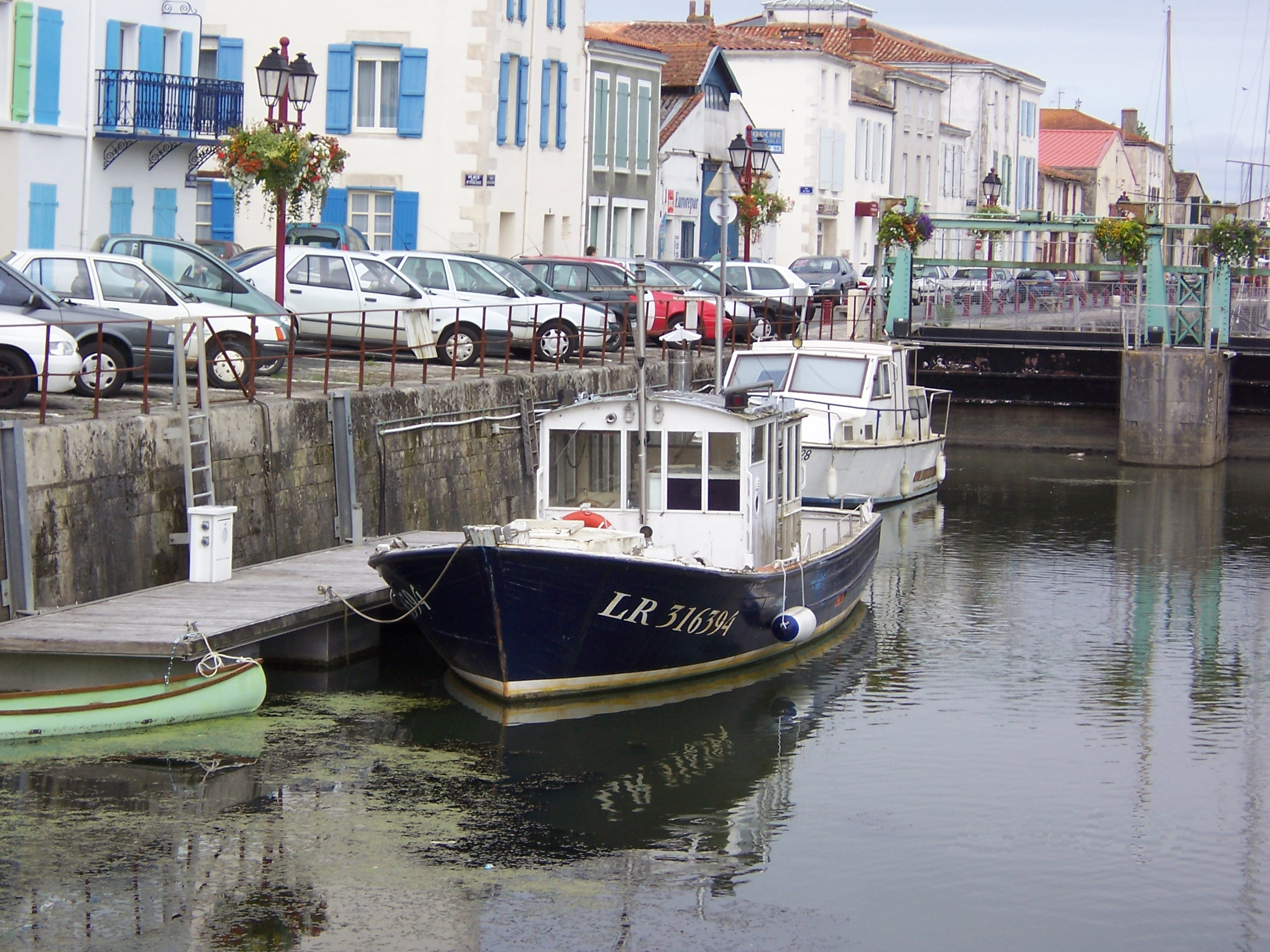
Hafen und Wehr an der Place de la République

## Verkehr

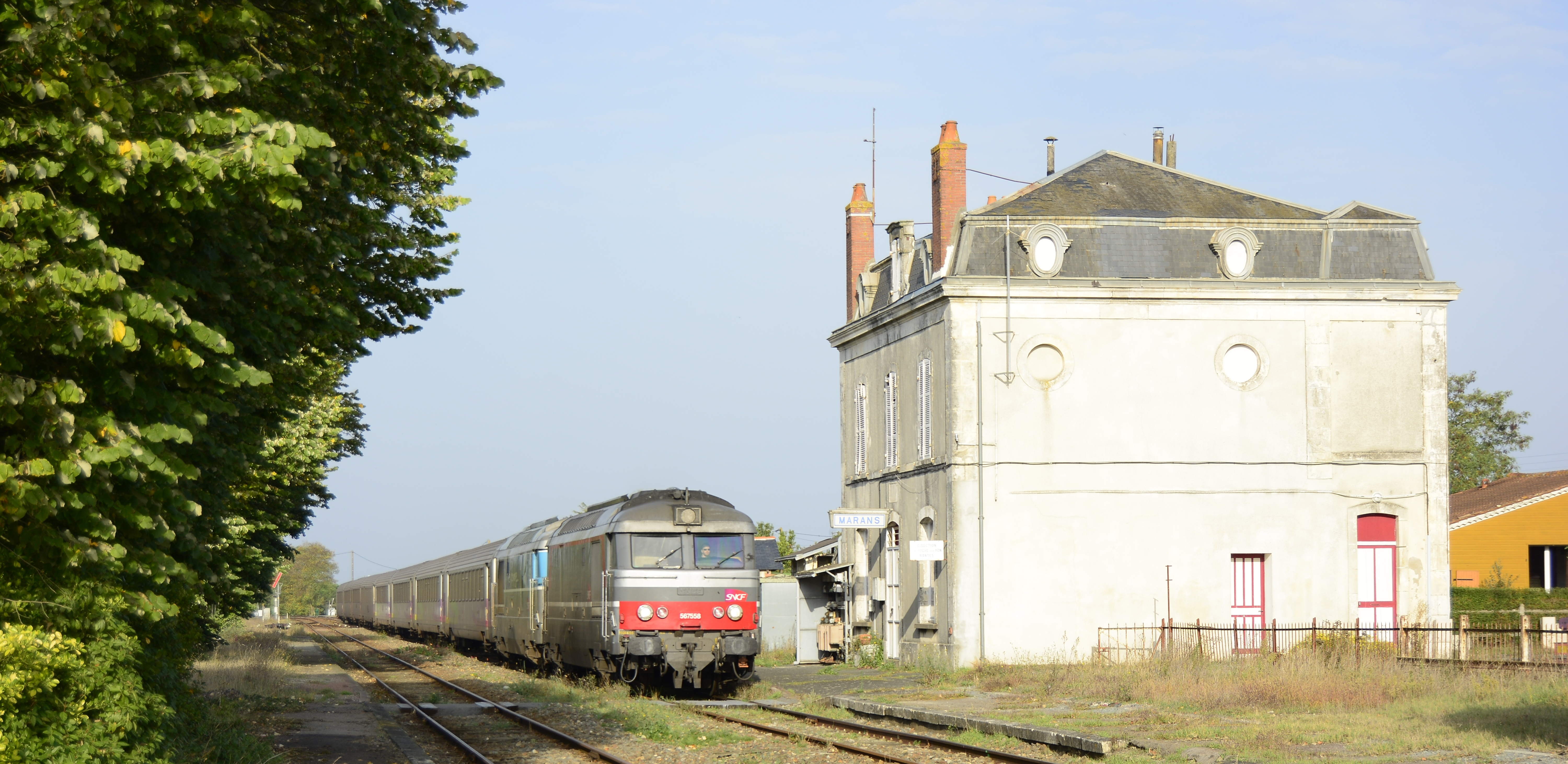
Intercité bei der Vorbeifahrt am erhalten gebliebenen Empfangsgebäude des Bahnhofs

Der Ort liegt ca. 12 km von der Atlantikküste entfernt am Fluss Sèvre Niortaise, der früher über Marans hinaus bis Niort schiffbar war. Der alte Handelshafen von Marans dient heute der Freizeitschifffahrt.
Am 14. März 1871 eröffnete die Eisenbahngesellschaft Compagnie des chemins de fer des Charentes den Abschnitt von La Roche-sur-Yon nach La Rochelle der Bahnstrecke Nantes-Orléans–Saintes, an der Marans einen Bahnhof erhielt. Die ehemals zweigleisige Hauptbahn wird von Intercités der Relation Nantes–Bordeaux befahren, der Bahnhof Marans wurde jedoch 1980 geschlossen.
Hauptachse der Stadt ist die Departementsstrasse D 137 (Nantes–Saint Ouen-d’Aunis, ehemals Abschnitt der Route nationale 137), die Marans in Nord-Süd-Richtung durchquert. Zudem enden dort die D 105, D 114 und D 262. Die nächstgelegene Autobahn-Anschlussstelle ist Fontenay-le-Comte-Centre an der Autoroute A 83.

## Gemeindepartnerschaften
Es besteht eine Partnerschaft zu Barrow upon Soar, einem Dorf in der Grafschaft Leicestershire im Zentrum Englands.